# 1906 na literatura

## Eventos
- 16 de Fevereiro - São apreendidos, em Lisboa, os jornais "A Paródia", "Novidades" e "O Liberal", por criticas ao Governo.
- H. G. Wells publica In the Days of the Comet.

## Nascimentos
| Data            | Nome                                | Profissão                                                            | Nacionalidade                              | Observações | Ref |
| --------------- | ----------------------------------- | -------------------------------------------------------------------- | ------------------------------------------ | ----------- | --- |
| 8 de janeiro    | Arthur Cezar Ferreira Reis          | escritor, professor,historiador, amazonólogo                         | Brasil                                     | m. 1993     |     |
| 18 de janeiro   | Manuel Mendes                       | escritor, escultor e político                                        | Reino Unido de Portugal, Brasil e Algarves | m. 1969     |     |
| 22 de janeiro   | Robert E. Howard                    | escritor                                                             | Estados Unidos                             | m. 1936     |     |
| 13 de fevereiro | Agostinho da Silva                  | filósofo e poeta                                                     | Reino Unido de Portugal, Brasil e Algarves | m. 1994     |     |
| 13 de abril     | Samuel Beckett                      | dramaturgo e escritor                                                | Irlanda                                    | m. 1989     |     |
| 18 de abril     | Augusto Frederico Schmidt           | poeta                                                                | Brasil                                     | m. 1965     |     |
| 30 de julho     | Mário Quintana                      | poeta                                                                | Brasil                                     | m. 1994     |     |
| 28 de agosto    | John Betjeman                       | poeta e escritor                                                     | Reino Unido                                | m. 1984     |     |
| 2 de setembro   | Alexander Kazantsev                 | engenheiro e escritor de ficção científica                           | Império Russo (Cazaquistão)                | m. 2002     |     |
| 5 de outubro    | Cyro dos Anjos                      | jornalista, professor, cronista, romancista, ensaísta e memorialista | Brasil                                     | m. 1994     |     |
| 24 de novembro  | António Gedeão (Rómulo de Carvalho) | historiador, pedagogo e poeta                                        | Reino Unido de Portugal, Brasil e Algarves | m. 1997     |     |

## Mortes
| Data          | Nome                             | Profissão                            | Nacionalidade                       | Observações | Ref |
| ------------- | -------------------------------- | ------------------------------------ | ----------------------------------- | ----------- | --- |
| 23 de maio    | Henrik Ibsen                     | poeta e dramaturgo                   | Reino da Suécia e Noruega (Noruega) | n. 1828     |     |
| 1 de julho    | António Xavier de Sousa Monteiro | escritor, compositor, pintor e bispo | Portugal                            | n. 1829     |     |
| 28 de outubro | Franklin Dória                   | político e escritor                  | Brasil                              | n. 1836     |     |

## Prémios literários
- Nobel de Literatura - Maurice Maeterlinck.